# Islam in Europa

Islam in Europa in 2010
<1% (Polen, Tsjechië)
1%-2% (Andorra, Kroatië)
2%-4% (Italië, Noorwegen, Servië, Slovenië, Spanje)
4%-5% (Griekenland, Verenigd Koninkrijk, Denemarken)
5%-10% (België, Frankrijk, Oostenrijk, Duitsland, Nederland, Zweden, Zwitserland)
10%-20% (Rusland, Bulgarije, Montenegro)
20%-40% (Cyprus, Noord-Macedonië)
40%-60% (Bosnië en Herzegovina, Kazachstan, Albanië)
80%-95% (Kosovo, Azerbeidzjan)
>95% (Turkije)

De islam is na het christendom de grootste godsdienst in Europa. Inclusief Europees Rusland en Turkije leven er zo'n 50 miljoen moslims op het continent. Diverse inheemse volkeren op de Balkan, in de Kaukasus en in de Wolgaregio belijden in meerderheid de islam. Onder hen zijn met name Turkse volkeren, maar ook enkele Slavische, zoals Bosniakken, en andere Indo-Europese, zoals Albanezen. De islam verscheen voor het eerst in Europa in de 8e eeuw met de verovering van de Moren van het het Iberisch schiereiland, en in de Kaukasus en de Pontische Steppe gedurende de 9de eeuw, toen de Chazaren zich deels ertoe bekeerden. In de 16e eeuw leidde de opmars van het Ottomaanse Rijk uit Turkije tot het Beleg van Wenen in 1529 en in 1683. Vanuit Oost-Europa en Anatolië kwam het geloof ook op de Balkan terecht en vestigden zich kleine groepen islamitische Tataren in Centraal-Europa, zoals de Lipka-Tataren in Polen en Litouwen. In de tweede helft van de 20e eeuw kwamen via het gastarbeiderprogramma ook veel moslims naar Europa, met name uit Turkije (in de Germaanstalige landen) en de Maghreb (vooral in Frankrijk).

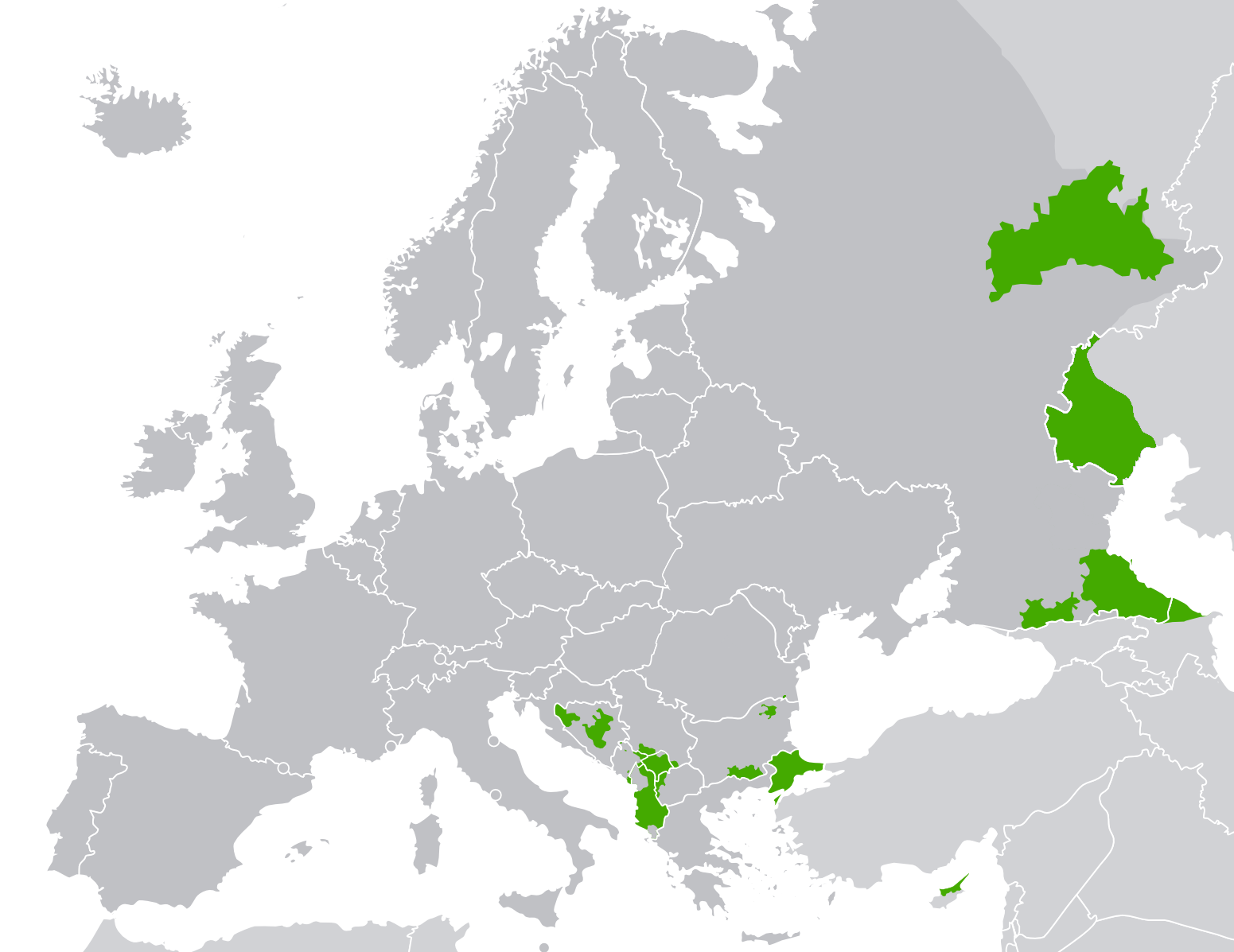
Verspreiding van de islam onder de autochtone bevolking.

## Geschiedenis

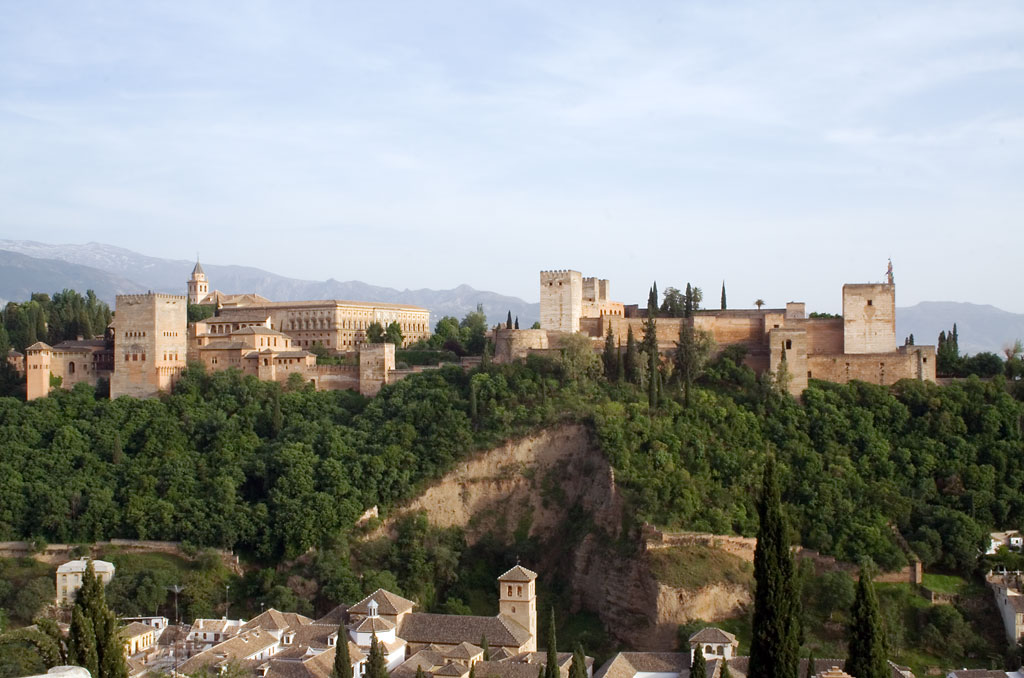
Het Alhambra in Granada, Spanje.

### Islam op de steppe
Voor de doorbraak van de Ogoezische Turkse volkeren op de Balkan in de vroege 14e eeuw was de islam in Europa beperkt gebleven tot het Iberisch schiereiland en diverse nomadische en semi-pastorale volkeren in de Krim, de Kaukasus en de Wolgaregio. Onder hen voornamelijk Turkse volkeren, maar mogelijk ook Oeraalse, zoals de Hongaarse Böszörmény die handel dreven over de Zijderoute. Ook de legers van het Mongoolse rijk, grotendeels bestaand uit Turkse ruiters, die hier neerstreken gingen over op de islam. De resten van deze islamitische Gouden Horde werden opgenomen in het Krimkanaat en later het Ottomaanse Rijk.

### Ottomaanse invloed

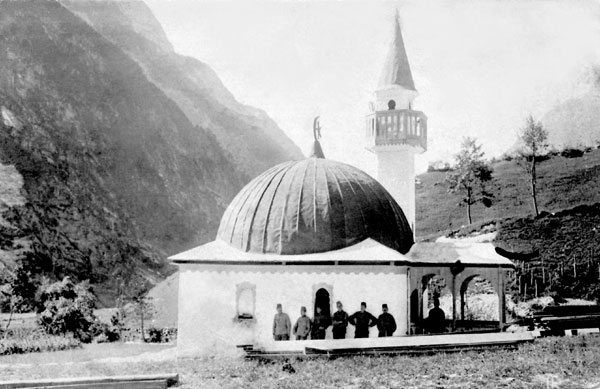
Een Sloveense moskee (voor de Eerste Wereldoorlog)

In de eerste eeuwen van Ottomaans bestuur werd een zogenaamde bloedbelasting geheven, de Devşirme. Hierbij moesten veel gezinnen een zoon afstaan aan de Ottomaanse staat. Hoewel dit vrijwel zeker bekering tot de islam inhield, maakte het wel de weg vrij voor veel personen en hun families om tot de bestuurlijke elite door te dringen. Deze belasting werd in de 16e eeuw grotendeels gestopt, en 1648 volledig afgeschaft. De Ottomaanse staat kende voor haar vrije onderdanen echter ook een grote mate van religieuze tolerantie in vergelijking met andere Europese staten. Volkeren die zich tijdens de Ottomaanse periode deels tot de islam bekeerden zijn onder andere de Albanezen, Bosniërs en in mindere mate Bulgaren (Pomaken), Macedoniërs, Georgiërs en Grieken. De komst van de islam en de Turken tot in Centraal-Europa was ten tijde van de vroege boekdrukkunst een van de meest besproken en gepubliceerde onderwerpen.

### Verval en vertrek
Met het verval van het Ottomaanse Rijk werden diverse volkeren die zich tot de islam hadden bekeerd grotendeels uit het Europese continent verdreven. Wolga-Tataren uit de Wolgaregio en Nogai uit de Noordelijke Kaukasus trokken vanaf 1800 naar de Krim, daarna naar Bessarabië, waar de bevolking in enkele decennia explodeerde. Daarna werden zij verder verdreven tot in het gebied van het huidige Kosovo. Tijdens de Balkanoorlogen moesten de meeste islamitische vluchtelingen die hier waren neergestreken weer vluchten richting Thracië. Nazaten van de overlevenden leven tegenwoordig voornamelijk in Turkije. Inheemse volkeren uit de Kaukasus zoals de Circassiers werden tussen 1860 en 1870 gedwongen te vertrekken richting het Ottomaanse Rijk, en een groot deel kwam om op de tocht door de bergen en de Zwarte Zee. Gedurende de 20e eeuw werden met name door Jozef Stalin repressieve maatregelen genomen tegen minderheden, zoals de Krimtataren, Adygeers, Mesketische Turken, die hij liet deporteren richting Centraal-Azië en Siberië.

### Gastarbeiders en immigranten
Sinds de jaren 60 is de islam via gastarbeid en immigratie ook in West-Europese landen een factor van betekenis geworden. Zowel in Nederland als in België is de islam qua aantal volgelingen de tweede godsdienst. In Nederland wonen ongeveer 500.000 Turken en zo'n 350.000 (2012) Marokkanen. Frankrijk telt vooral veel moslims uit de voormalige kolonie Algerije. Het Verenigd Koninkrijk telt met name moslims uit Pakistan en Bangladesh. In Spanje wonen veel immigranten uit Marokko. In de Europese Unie wonen naar schatting 9 miljoen burgers van Turkse afkomst, voornamelijk in Duitsland, Nederland, België, Frankrijk, Oostenrijk en Zwitserland.

### Discussie in West-Europa

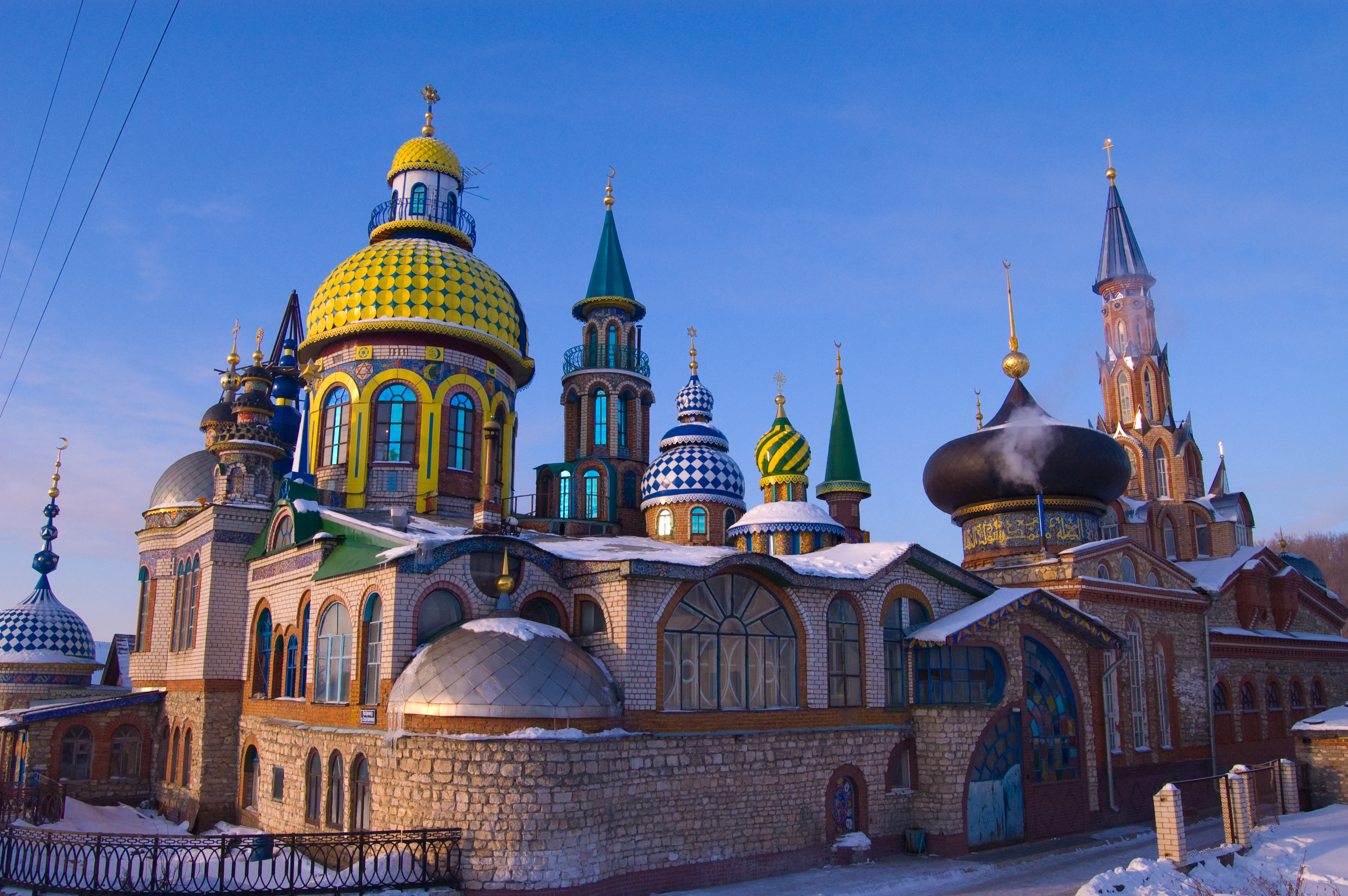
De tempel aller godsdiensten, gebouwd door een Tataarse moslim in Kazan, Tatarstan, bevat naast een moskee ook een kerk en synagoge.

Sinds de aanslagen op 11 september 2001 is er in diverse West-Europese landen een, soms gespannen, publiek debat gevoerd over de islam en de rol van deze godsdienst in de samenleving. In Nederland speelde daarbij de moord op de regisseur en criticus Theo van Gogh een belangrijke rol, maar ook Pim Fortuyn had zich uitgesproken over de islam die hij onder meer een "achterlijke cultuur" noemde. VVD'er Frits Bolkestein had zich in voorgaande decennia al eerder met immigratieproblematiek beziggehouden, maar heeft daar nooit de religie aan verbonden.
Enkele voornamelijk cultuurgebonden aspecten van de islam die West-Europa tot wetgeving hebben geleid zijn de boerka en minaretten. De Nederlandse overheid zag de zogenoemde radicale islam als een potentiële bedreiging van de nationale veiligheid.
Sinds de moord op Theo van Gogh, 2 november 2004, vonden tientallen brandstichtingen plaats in islamitische scholen en moskeeën.

## Islam in de Europese politiek
In de Europese politiek zijn vele moslims vertegenwoordigd, van in de lokale politiek tot op het Europees niveau. Buiten de Balkan zijn er echter geen islamitische partijen met zetels in een nationaal parlement.
Wel zijn er enkele moslimpartijen opgericht, zoals in België, zonder succes. Een voorbeeld van een politieke partij is de Arabisch-Europese Liga (AEL) opgericht in 2002 door de Libanese Belg Dyab Abou Jahjah. De AEL is opgericht in Antwerpen, waar veel moslims wonen. In 2003 werd geprobeerd een Nederlandse tak op te richten, maar die kwam nooit van de grond.